# Clubsandwich

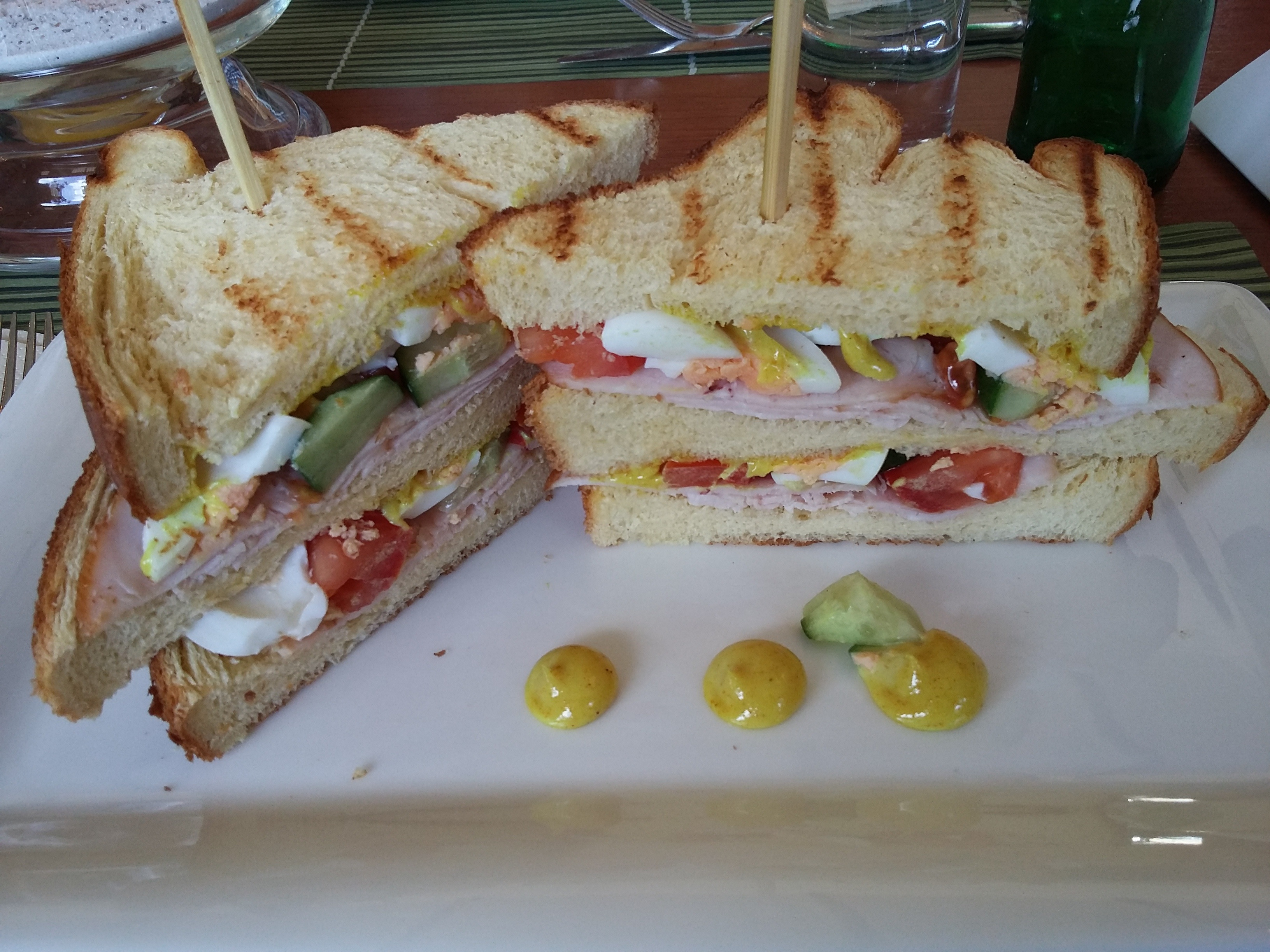
Een clubsandwich

De clubsandwich of clubhouse sandwich is een variant (ook wel de overtreffende trap) op de gewone sandwich. De clubsandwich wordt gewoonlijk met een bijgerecht geserveerd zoals friet, salade of chips.

## Bereidingswijze

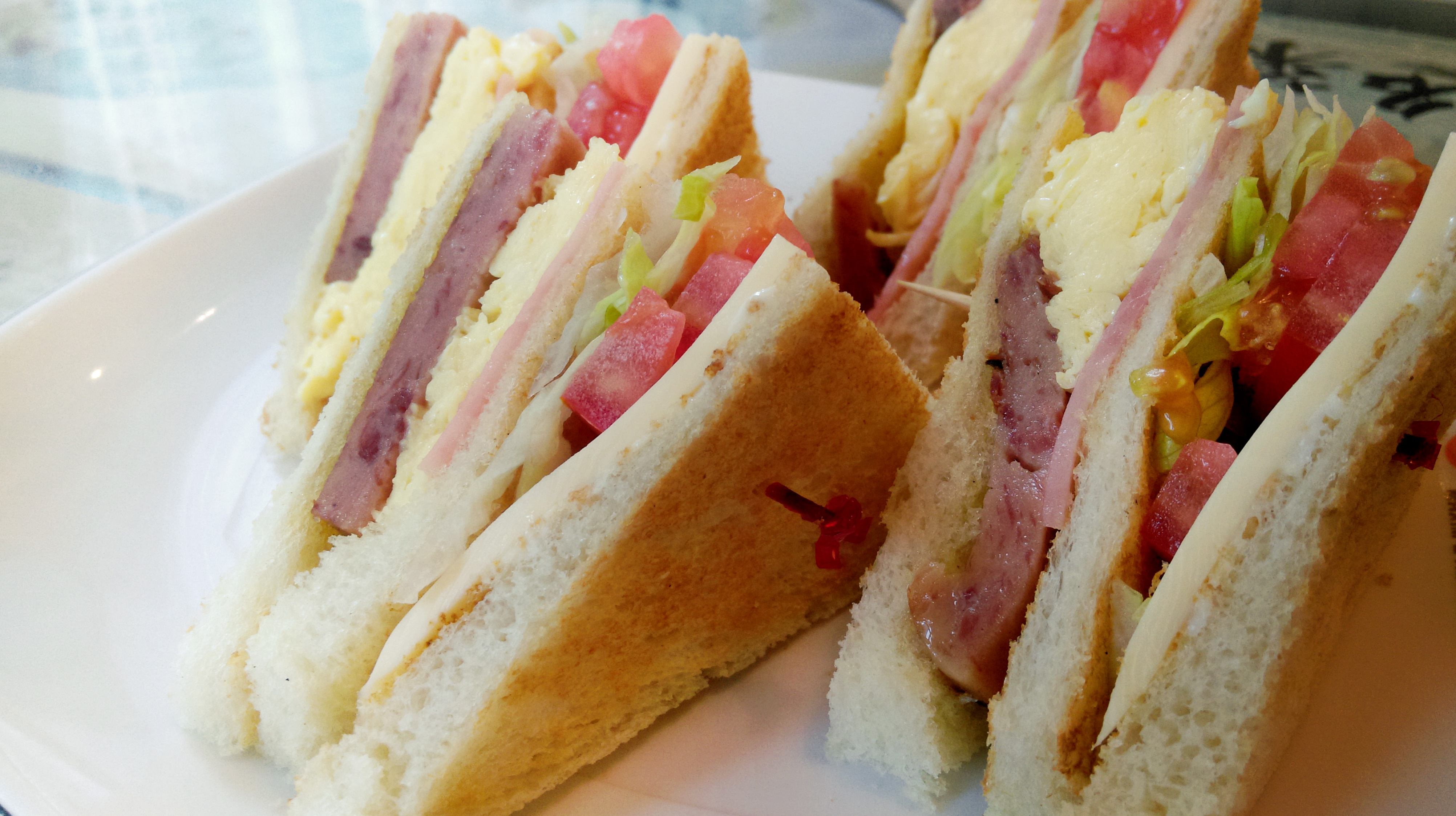
Een clubsandwich in kleine driehoekige broodjes gesneden

De clubsandwich bestaat meestal uit drie, soms zelfs vier, sneetjes licht geroosterd brood, meestal casinobrood. Hiertussen worden dan twee verschillende soorten beleg gebruikt. Eén laag bestaat uit vleesbeleg terwijl de andere laag uit sla en/of groente bestaat. De sandwich wordt vervolgens diagonaal doorgesneden, soms zelfs tweemaal, zodat het twee of vier driehoekige broodjes worden. De lagen van de clubsandwiches worden met prikkers bij elkaar gehouden. Een clubsandwich hoeft niet uit verschillende lagen te bestaan. Alle ingrediënten kunnen ook bij elkaar gevoegd worden.

## Ingrediënten

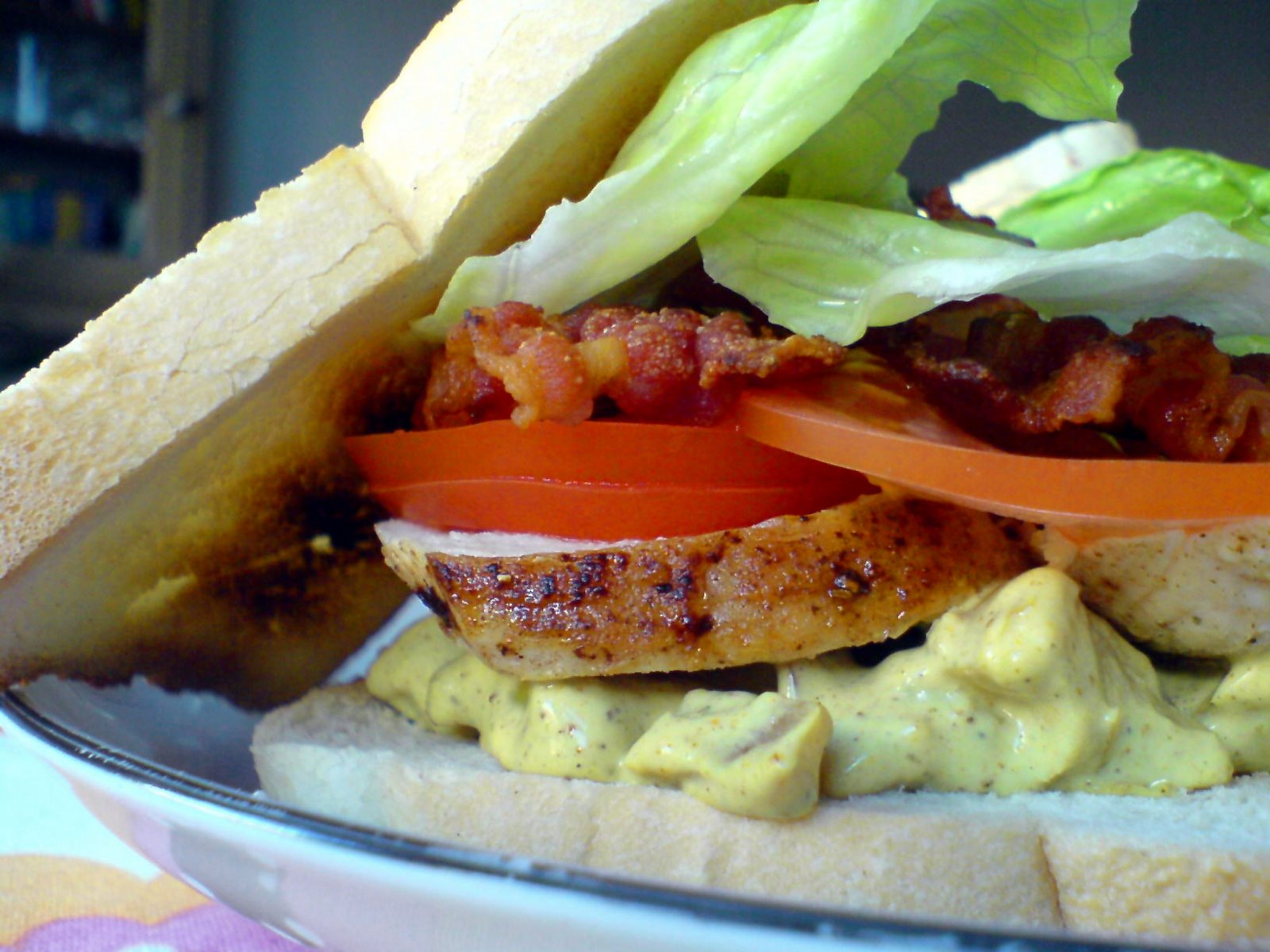
Clubsandwich in close-up

Er zijn veel varianten mogelijk. Als vleesbeleg wordt vaak gekozen voor gerookte kipfilet of kalkoen, rosbief of gerookte zalm. Het vegetarische beleg bestaat vaak uit sla, komkommer, tomaat en/of hardgekookt ei. Vaak wordt aan de sla nog ham of gebakken bacon toegevoegd.
De sla wordt bedekt met een laagje saus. Welke saus er gebruikt wordt verschilt per streek. In Nederland is dit meestal mayonaise of ketchup. Andere varianten zijn caesardressing, mosterdsaus of curry. In het zuiden van de Verenigde Staten wordt vaak een saus met chilipeper gebruikt.

## Oorsprong
De clubsandwich is waarschijnlijk eind negentiende eeuw bedacht in de Verenigde Staten. Wáár dit gerecht voor het eerst gemaakt is, is niet bekend. Een populaire theorie is dat deze voor het eerst geserveerd werd bij de paardenrace van Saratoga Springs in de staat New York. Het werd snel populair en was eind negentiende eeuw al op menukaarten in het hele land te vinden.

## Trivia
- Culinair specialist Johannes van Dam beschouwde de clubsandwich als test voor de kwaliteit van een restaurant.